# Chuck Grassley
Charles Ernest "Chuck" Grassley (New Hartford (Iowa), 17 september 1933), is een Amerikaans politicus van de Republikeinen. Hij is momenteel senator voor Iowa en hij was ook tot 21 januari 2021 president pro tempore.
Van 1959 tot 1974 was hij lid van het Huis van Afgevaardigden van Iowa.
Van 1975 tot 1981 was hij lid van het Huis van Afgevaardigden van de Verenigde Staten, voor Iowa.
In 1980 werd hij tot senator voor Iowa verkozen, door de democratische kandidaat en zittende senator John Culver te verslaan. Hij werd herverkozen in 1986, 1992, 1998 en 2004. In 2004 kreeg hij 70% van de stemmen, zijn democratische tegenkandidaat Art Small 28%.
Grassley was de voorzitter van de Commissie voor Financiën van 2003 tot 2007.
Alabama: Tuberville (R) · Britt (R)
Alaska: Murkowski (R) · Sullivan (R)
Arizona: Kelly (D) · Gallego (D)
Arkansas: Boozman (R) · Cotton (R)
Californië: Padilla (D) · Schiff (D)
Colorado: Bennet (D) · Hickenlooper (D)
Connecticut: Blumenthal (D) · Murphy (D)
Delaware: Coons (D) · Blunt Rochester (D)
Florida: R. Scott (R) · Moody (R)
Georgia: Ossoff (D) · Warnock (D)
Hawaï: Schatz (D) · Hirono (D)
Idaho: Crapo (R) · Risch (R)
Illinois: Durbin (D) · Duckworth (D)
Indiana: Young (R) · Banks (R)
Iowa: Grassley (R) · Ernst (R)
Kansas: Moran (R) · Marshall (R)
Kentucky: McConnell (R) · Paul (R)
Louisiana: Cassidy (R) · Kennedy (R)
Maine: Collins (R) · King (O)
Maryland: Van Hollen (D) · Alsobrooks (D)
Massachusetts: Warren (D) · Markey (D)
Michigan: Peters (D) · Slotkin (D)
Minnesota: Klobuchar (D) · Smith (D)
Mississippi: Wicker (R) · Hyde-Smith (R)
Missouri: Hawley (R) · Schmitt (R)
Montana: Daines (R) · Sheehy (R)
Nebraska: Fischer (R) · Ricketts (R)
Nevada: Cortez Masto (D) · Rosen (D)
New Hampshire: Shaheen (D) · Hassan (D)
New Jersey: Booker (D) · Kim (D)
New Mexico: Heinrich (D) · Luján (D)
New York: Schumer (D) · Gillibrand (D)
North Carolina: Tillis (R) · Budd (R)
North Dakota: Hoeven (R) · Cramer (R)
Ohio: Moreno (R) · Husted (R)
Oklahoma: Lankford (R) · Mullin (R)
Oregon: Wyden (D) · Merkley (D)
Pennsylvania: Fetterman (D) · McCormick (R)
Rhode Island: Reed (D) · Whitehouse (D)
South Carolina: Graham (R) · T. Scott (R)
South Dakota: Thune (R) · Rounds (R)
Tennessee: Blackburn (R) · Hagerty (R)
Texas: Cornyn (R) · Cruz (R)
Utah: Lee (R) · Curtis (R)
Vermont: Sanders (O) · Welch (D)
Virginia: Warner (D) · Kaine (D)
Washington: Murray (D) · Cantwell (D)
West Virginia: Moore Capito (R) · Justice (R)
Wisconsin: Johnson (R) · Baldwin (D)
Wyoming: Barrasso (R) · Lummis (R)
(D): Democraat · (R): Republikein · (O): Onafhankelijk
- Gemeinsame Normdatei: 1350404152
- International Standard Name Identifier: 0000 0000 2677 6166
- Library of Congress Control Number: n82225328
- National Archives and Records Administration: 189693634
- SNAC: w6m62zps
- Biographical Directory of the United States Congress: G000386
- Virtual International Authority File: 38275783
- WorldCat: E39PBJyRxDq3My9FBMhBh4W4bd